# Ория Наваррская
Ория (Аурея; исп. Oria, исп. Auria; IX—X века) — королева Памплоны. Жена Фортуна Гарсеса, последнего короля Памплоны из династии Ариста.

## Биография
Про происхождение Ории нет точных данных. Некоторые учёные, среди которых Антонио Рей, сходятся на том, что она была внучкой Мусы II ибн Мусы из мувалладской семьи Бану Каси. Кристиан Сеттипани тоже выдвигал эту теорию как основную, однако предложил также и две другие версии как альтернативные. Королева Памплоны Ория упоминается в таком источнике как Кодекс Роды.
Ория была замужем за королём Памплоны (Наварры) (882—905) Фортуном Гарсесом. Детьми от этого брака были:
- Онека[англ.] (род. ок. 850 года) — 1-й брак (863—880): эмир Кордовы Абдаллах ибн Мухаммад (умер в 912); 2-й брак (с 880 года): сеньор Ларрауна Аснар Санчес
- Иньиго Фортунес (умер после 905 года) — женат на Санче, дочери короля Памплоны Гарсии II Хименеса
- Аснар Фортунес
- Веласко (Бласко) Фортунес
- Лопе Фортунес — к нему возводили своё происхождение представители знатного испанского рода Суньига[4][5].